# 小山わがまち
「小山わがまち」（おやまわがまち）は、日本の栃木県小山市が制定した市歌である。作詞・宮澤章二、作曲・佐藤眞。

## 解説
1978年（昭和53年）の市制25周年および中央市民会館の落成を記念し、市民憲章および市花・市木・市鳥および市民音頭「小山音頭」と併せて同年7月10日付で制定された。作詞・作曲とも懸賞募集ではなく、依頼によるものである。
同時に制定された「小山音頭」と共に詩人の森菊蔵が主宰していた東京企画がプロデュースしており、ビクター音楽産業が立川清登の歌唱を収録したシングル盤（規格品番：17VP-5008）を製造している。
小山市役所では市歌の演奏機会について「市で開催する式典、公立学校の入学式及び卒業式等で使われる」としており、市内の防災無線でも時報として演奏されている。

### 小山音頭
「小山音頭」（おやまおんど）は市歌「小山わがまち」と同時に制定された市民音頭で、レコードのB面に英亜里の歌唱が収録されている。作詞・森菊蔵、作曲・押尾司。
市歌と同じ1978年（昭和53年）7月10日付で制定告示が行われており、例規集に掲載されている。制定後は小山市文化協会によって普及活動が行われており、2006年（平成18年）には道の駅思川の開業記念式典で披露されたことを契機に毎年夏の恒例行事として定着が図られるようになった。